# فلیکس دوکس
فلیکس دوکس (انگلیسی: Félix Dockx؛ زادهٔ) دوچرخه‌سوار اهل بلژیک است.